# Florești (Bucsony község)
Florești falu Romániában, Erdélyben, Fehér megyében. Közigazgatásilag Bucsony községhez tartozik.

## Fekvése
Bucsum-Muntár körül fekvő település.

## Története
Floreşti korábban Bucsum-Muntár része volt, 1956 körül vált külön 41 lakossal. 1966-ban 36, 1977-ben 30, 1992-ben 27, 2002-ben pedig 25 román lakosa volt.